# Shota Kanno
Shota Kanno (菅野 将太 Kanno Shota?, nacido el 6 de enero de 1984 en Kanagawa) es un exfutbolista japonés. Jugaba de centrocampista y su único club fue el Kataller Toyama de Japón.

## Trayectoria

### Clubes
| Club            | País  | Año         |
| --------------- | ----- | ----------- |
| Kataller Toyama | Japón | 2006 - 2009 |